# Globba andersonii
Globba andersonii är en enhjärtbladig växtart som beskrevs av Charles Baron Clarke och John Gilbert Baker. Globba andersonii ingår i släktet Globba och familjen Zingiberaceae. Inga underarter finns listade i Catalogue of Life.